# Richard Tarlton
Richard Tarlton (Condover, Shropshire, 1530 — 3 de setembro de 1588) foi um ator inglês, o mais famoso ator cômico ou palhaço do Período Elisabetano. Fez parte da companhia Queen's Men (Homens da rainha) quando já era um ator experiente.